# Flora Fong
Flora Fong ( Camagüey, 8 de noviembre de 1949) es una artista cubana. En su obra se mezcla su educación cubana con la herencia de su linaje chino.  Es pintora, escultora, ceramista y ha trabajado también con vidrio y construyendo cometas asiáticas.

## Trayectoria
Fong nació en Camagüey, Cuba, de madre cubana y padre chino. Estudió en la Escuela Provincial de Artes Plásticas de Camagüey y en la Escuela Nacional de Arte (ENA) de La Habana (Cuba).
Entre 1970 y 1989, fue profesora de pintura de la Escuela Nacional de Artes Plásticas San Alejandro, en La Habana.  Es miembro de la Unión Nacional de Escritores y Artistas de Cuba (UNEAC) y de la Asociación Internacio¬nal de Artistas Plásticos (AIAP).
Fong ha expuesto de forma individual y colectiva en museos y galerías de Estados Unidos, España, Francia, Italia, Países Bajos, Japón, Suiza, Venezuela, Corea del Sur, India, México o Argentina.
También ha  realizado ilustraciones para diferentes publicaciones tales como la portada de la novela El columpio del Rey Spencer de la escritora cubana Marta Rojas, o el libro Junto al álamo de los sinsontes, del escritor cubano Emilio de Armas.
Tiene dos hijos con el también artista cubano Nelson Domínguez, Liang y Li Domínguez Fong, también artistas, y con los que también ha colaborado en alguna exposición.

## Obra
La obra de Fong bebe de las influencias del arte abstracto, del surrealismo y del expresionismo.  Resulta fácil identificar su manera de combinar el Trópico, con su luz y sus colores, con elementos de la cultura china de la que es heredera. Entre los elementos que se repiten en su obra cabe mencionar las palmas, las hojas de tabaco, el Sol, los girasoles, los huracanes y el mar, dando posteriormente entrada a tradiciones orientales, y en particular a la caligrafía china.
Tampoco es ajena a las cuestiones que afectan al mundo, y por ejemplo tiene obra que refleja su preocupación por la crisis climática: La poca sombra, muestra un árbol de plátano y un señor tratando de coger esa (mínima) sombra; y en Cangrejo en el manglar un cangrejo parece preguntarse qué es lo que está sucediendo a su alrededor.

## Reconocimientos
Fong es Premio Nacional de Artes Plásticas de Cuba en 2022, y la  Distinción por la Cultura Nacional.